# Østerås
Østerås est une agglomération de la municipalité de Bærum , dans le comté d'Akershus, en Norvège.

## Description
Østerås est un quartier résidentiel avec un centre d'affaires et un centre commercial près de la gare d'Østerås. L'industrie se trouve à l'extrême nord de l'agglomération, et la zone a également une activité de bureaux.
L'église d'Østerås est une église en briques fonctionnelle datant de 1974.

## Galerie

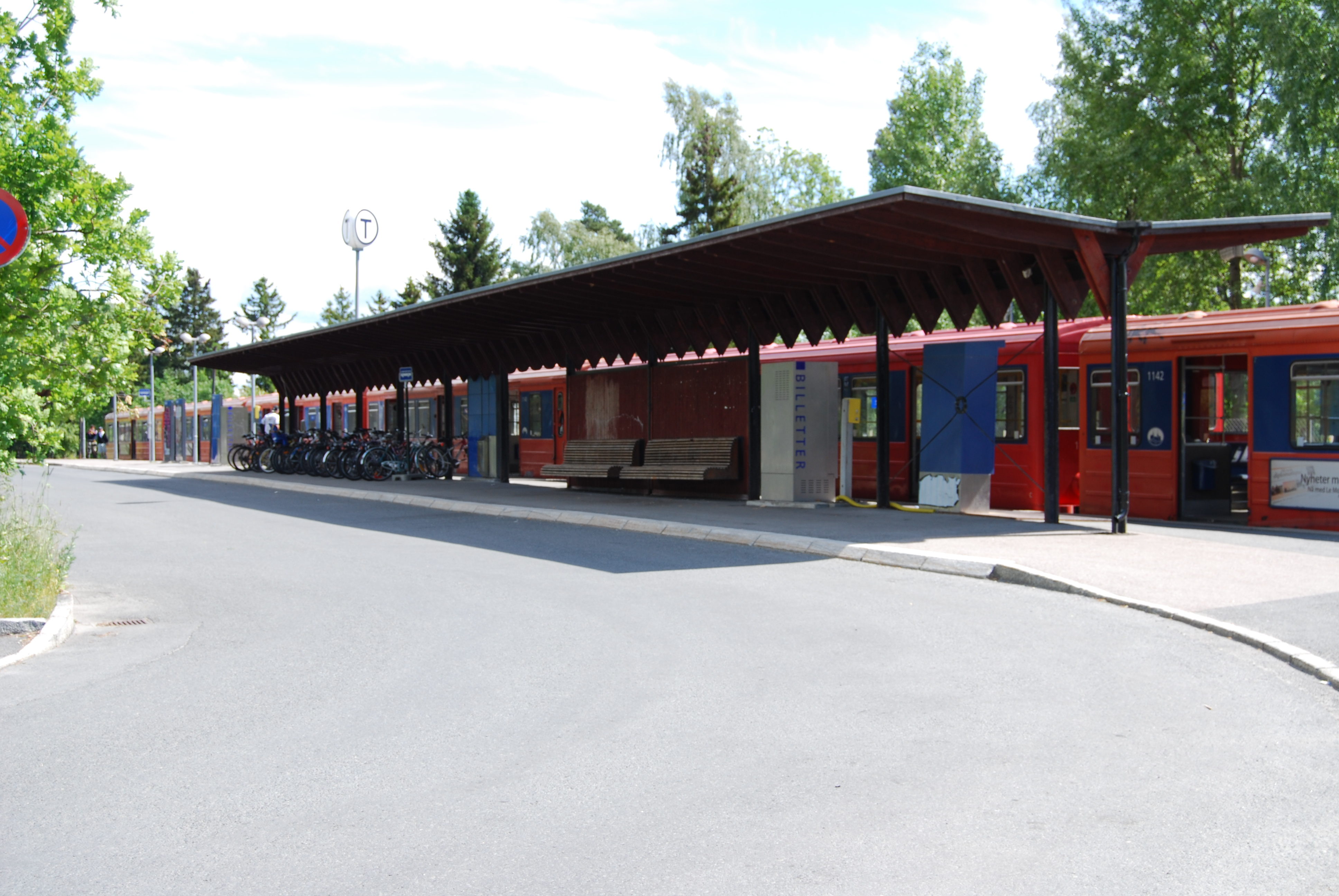
Gare d'Østerås
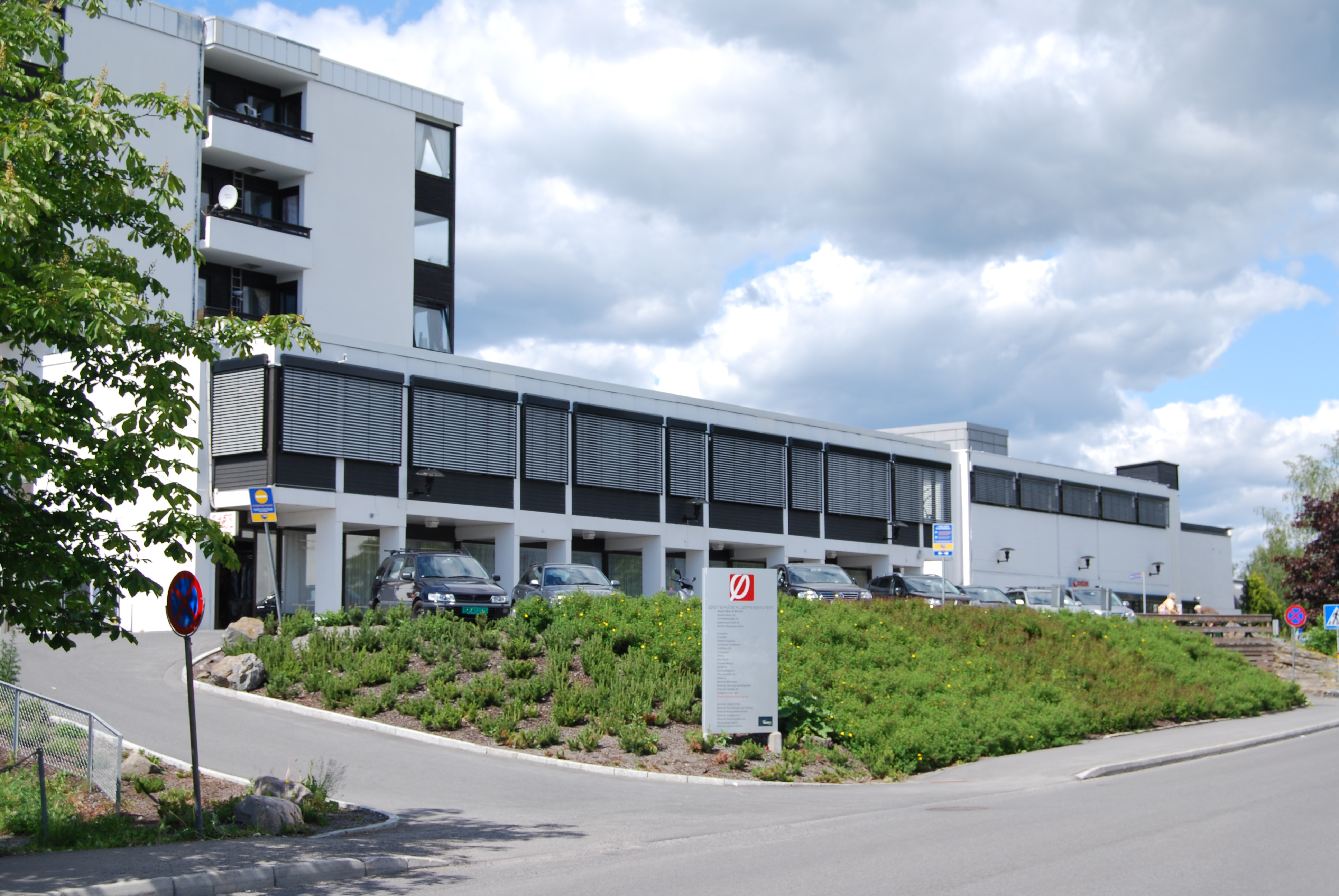
Centre commercial
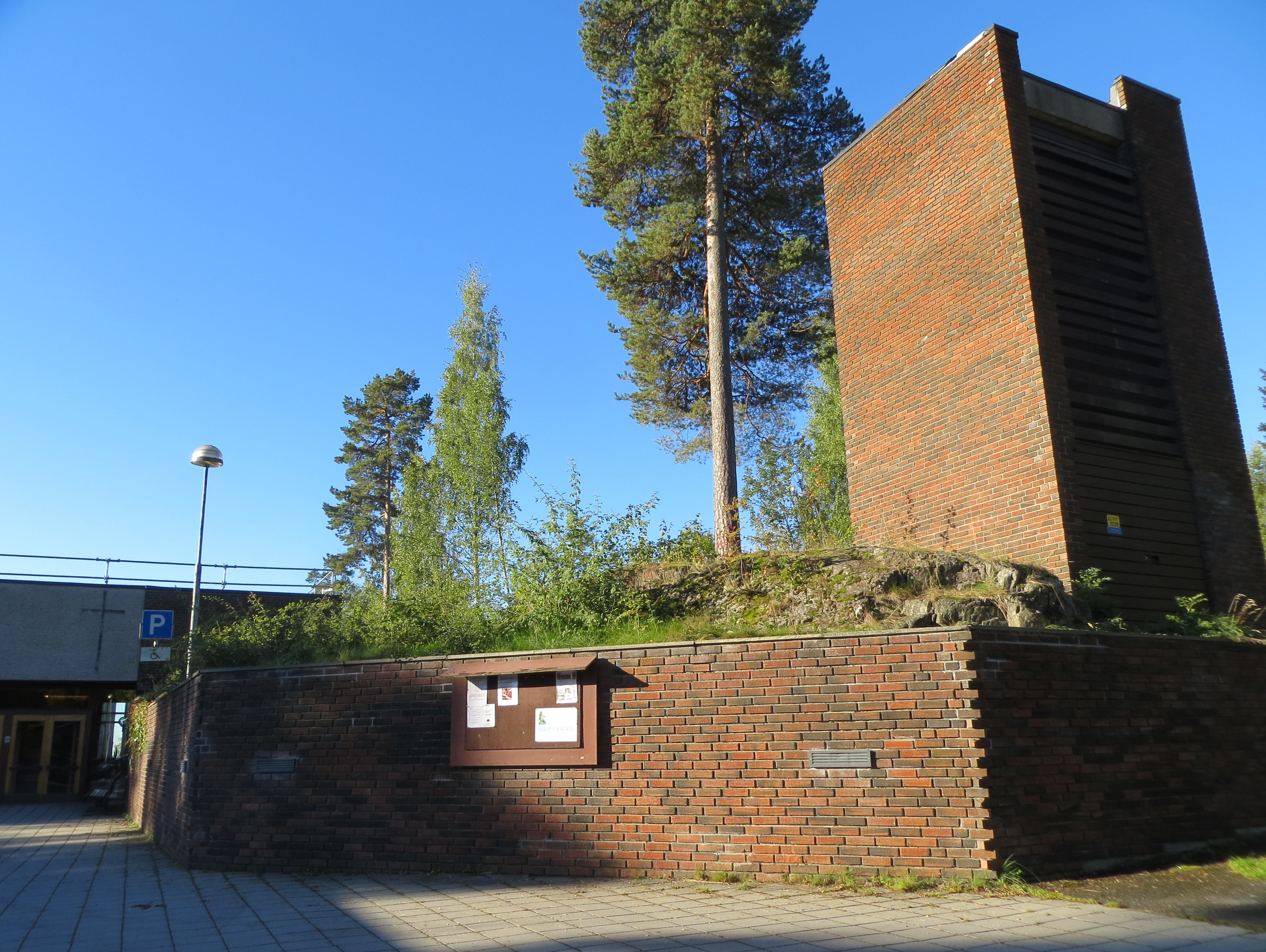
Église